# Bart vs. Australia
«Bart vs. Australia» (с англ. — «Барт против Австралии») — шестнадцатый эпизод шестого сезона мультсериала «Симпсоны».

## Сюжет
В ванной, Барт замечает, что вода в раковине всегда стекает против часовой стрелки. Лиза объясняет, что вода никогда не стекает по другому пути, кроме южного полушария, из-за силы Кориолиса, но Барт не верит ей. Чтобы убедиться в этом, Барт делает телефонные звонки в различные страны в южном полушарии. Лиза говорит, что это дорогостоящие международные звонки, так что Барт решает сделать звонок за счёт того, кому он позвонит. Он решает позвонить в Австралию, в которой маленький мальчик подходит к телефону. Делая вид, что он представляет «Международную канализационную комиссию», Барту сообщают, что в туалете и раковине вода стекает по часовой стрелке. Разочарованный, Барт просит его пойти и проверить туалеты соседей. Вызов занимает шесть часов, потому что мальчик живёт в глубинке, и Барт забывает повесить трубку. Позже отец мальчика оплачивает 900 долларов. Отец звонит Барту и требует, чтобы он заплатил, но Барт только смеётся над ним. К сожалению, для Барта, сосед отца является федеральным членом парламента и сообщает о преступлении Барта премьер-министру, который отдыхает на соседнем пруду.
После длинной серии проигнорированных писем Австралия обвиняет Барта в мошенничестве. Государственный департамент США хочет отправить его в тюрьму для того, чтобы успокоить австралийское правительство, но Мардж яростно относится к этой идее. Департамент останавливается на том, что Барт публично извинится в Австралии. Семья отправляется в Австралию, и живёт в американском посольстве, которое оснащено всеми удобствами, которые есть в США, в том числе специальные модифицированные туалеты, в которых вода стекает против часовой стрелки, преодолевая эффект Кориолиса. Мардж, Лиза и Мэгги начинают изучать местную культуру.
После того, как Барт приносит свои извинения, парламент говорит, что они хотят, чтобы дать ему дополнительное наказание «взбучку», которое заключается в ударе огромным ботинком по ягодицам несколько раз(а попытки противостоять этому методу - суровое наказание). Барт и Гомер убегают и, по дороге забирая Мардж, Лизу и Мэгги, они бегут в американское посольство. После длительного противостояния правительства двух стран решают конфликт компромиссом: один пинок от премьер-министра, сделанный в воротах посольства обычным ботинком. Мардж выступает против идеи, но Барт соглашается. Однако Барт уклоняется от удара, и демонстрирует австралийцам ягодицы с надписью «Не тронь меня». Семья Симпсонов бежит и улетает на вертолёте. Глядя вниз на Австралию, они видят, что лягушки-быки начали перенаселяться и уничтожать австралийские экосистемы, из-за лягушки Барта, ранее оставленной в аэропорту, но позже прибывшей в Австралию, благодаря кенгуру. Смотря на разруху, семья замечает разрушения, которые вызваны введением чужеродных видов в новые условия, и начинают смеяться над несчастьем австралийцев, не зная, что коала висит на вертолете. Камера увеличивает коалу, заканчивая крупным планом его глаз, давая понять, что Америка столкнется с судьбой, подобной Австралии.

## Культурные отсылки
- История отсылает к наказанию тростью по ягодицам 18-летнего подростка Майкла Фэя в Сингапуре.
- Эпизод увековечил популярный миф, что сила Кориолиса влияет на движение стоков воды в Северном и Южном полушариях. На самом деле сила Кориолиса влияет на глобальное изменение погодных условий. Количество воды в туалете или раковине слишком мало, чтобы затрагивать силу Кориолиса.
- Когда Барт говорит с отцом мальчика по телефону, он говорит: «Кажется, твоего ребёнка жуёт динго», ссылаясь на случай с Азарией Чемберлен, десятинедельный ребенок которой был съеден динго.
- Лягушки-быки, захватившие Австралию и уничтожающие все культуры, являются отсылкой на жаб ага, первоначально ввезенных в Австралию, чтобы защитить сахарные тростники от тростниковых жуков, но ставших вредителями в стране.
- Когда семья Симпсонов идет в австралийский паб, Барт играет со складным ножом на столе и человек спрашивает у него: «Вы называете это ножом?», достаёт ложку из кармана и говорит: «Это нож». Сцена отсылает к знаменитой сцене из «Данди по прозвищу «Крокодил»», в котором Мик Данди находится под угрозой нескольких бандитов с выкидными ножами, достаёт нож Боуи и говорит: «Это не нож, это нож!»
- Вез, один из персонажей фильма 1981 года «Безумный Макс 2: Воин дороги», виден в австралийской толпе, преследующих Симпсонов до американского посольства.
- Во время демонстрации ягодиц Барт напевает Гимн США.
- Бегство Симпсонов из посольства на вертолете является отсылкой к операции «Порывистый ветер» — эвакуации американских граждан во время падения Сайгона в 1975 году.

## Отношение критиков и публики
В своём первоначальном американском вещании эпизод стал 56-м, с 9,1 миллионами по рейтингу Нильсена. Это был четвёртый самый высокий рейтинг шоу на сети Fox за ту неделю. С тех пор эпизод используется Калифорнийским университетом в качестве пособия по социологии, чтобы изучить вопросы производства и показать культурные объекты, в данном случае, в сатирическом эпизоде мультфильма и попытаться рассказать аудитории об аспектах прежде всего американского общества, и, в меньшей степени, о других обществах.
Эпизод получил в основном положительные отзывы. Гид DVD Verdict Райан Кифер написал в обзоре шестого сезона: «Все австралийские удары, которых вы ожидали, здесь присутствуют. Международный инцидент Барта весёл сверху донизу. Телефонные звонки, которые он делает в другие страны (в частности, в Буэнос-Айрес), являются фантастическими. Это один из лучших эпизодов.» и поставил ему A+. Vanity Fair назвал эпизод вторым из лучших эпизодов. Эпизод был номинирован на «Эмми» в номинации «Выдающиеся личные достижения в перемешивании звуков в комедийном сериале или спецвыпуске», проиграв сериалу «Безумное про тебя».

### Реакция Австралии
Эпизод получил смешанную оценку в Австралии, поклонники «Симпсонов» назвали эпизод насмешкой над своей страной. Вскоре после эфира сотрудники «Симпсонов» получили 100 писем от зрителей, которые были оскорблены эпизодом. Они также получили письма от людей, которые жалуются на австралийский акцент, с которым говорят австралийцы в эпизоде, потому что, по их мнению, он больше похож на южноафриканский. Сценарист и продюсер «Симпсонов» Майк Рейсс написал, что эпизод в Австралии нелюбимый, также сказав, что когда Симпсоны едут в другую страну, страна, в которую приезжают Симпсоны, яростно принимает этот эпизод. Он упомянул, что их отчитали в австралийском парламенте после выхода эпизода в эфир.
Джеймс Джойс из «The Newcastle Herald» сказал, что он был потрясен, когда он впервые увидел эпизод: «Кого американцы пытаются обмануть? Я согласен, Австралия имеет свои недостатки, как и любая другая страна. Но смеяться над этим в лицо, насмехаясь над нашим наследием, несомненно, не правильно. Это смущает и заставляет деградировать нашу страну, а также заставляет нас выглядеть полными идиотами». Авторы книги «I Can’t Believe It’s a Bigger and Better Updated Unofficial Simpsons Guide» Уэрэн Мартин и Адриан Вуд написали: «Лучше всего, если вы смотрели эпизод с австралийцами, которые будут огорчены своим изображением. После нападения на французов этот порочный, недобрый, оскорбительный и удивительно забавный эпизод, убивающий австралийскую культуру создателями „Симпсонов“».
Исполнительный продюсер Симпсонов Дэвид Миркин ответил на критику в интервью «The Newcastle Herald», говоря: «Нам нравится, когда Симпсоны всей семьёй путешествуют, и это было начало. Австралия была фантастическим выбором, потому что есть много необычных визуальных вещей. И эта страна, которая на самом деле очень близка к Америке, очень синхронна с ней. Мы так похожи, но все же есть все эти фантастические различия, которые уже давно переплетены. Это было сделано очень неточно, потому что было сделано намеренно. Выходит, это была наша злая сторона: мы возьмем наши знания Австралии, и мы будем показывать их, чтобы стимулировать аудиторию и раздражать их в то же время». Несмотря на то, что эпизод критикуют за насмешки над страной, эпизод также получил и положительные отзывы от австралийцев. Джим Шембри из австралийской газеты «The Age» назвал её самым смешным эпизодом «Симпсонов».